# Внанє Гориці
Внанє Гориці (словен. Vnanje Gorice) — поселення в общині Брезовиця, Осреднєсловенський регіон, Словенія. Висота над рівнем моря: 294,7 м.